# Erna Solberg
Erna Solberg (Bergen, 24 febbraio 1961) è una politica norvegese, leader del Partito Conservatore Norvegese (Høyre) e ministro di Stato della Norvegia dal 16 ottobre 2013 al 14 ottobre 2021.
In qualità di ministro del governo locale e dello sviluppo regionale nel governo di Kjell Magne Bondevik dal 2001 al 2005, desiderava sviluppare i servizi di welfare nell'ambito dei comuni meno numerosi e più forti e la cooperazione regionale tra i comuni della contea. Ha riformato la politica sull'immigrazione. Da quando è entrata in carica come leader del partito nel 2004 e leader parlamentare nel 2005, Solberg ha mostrato in particolare un approccio sociale e basato sui valori della politica del Partito Conservatore. Il partito è diventato anche più decisamente pragmatico.
Nei primi anni come leader del partito, il sostegno degli elettori al Partito Conservatore ea Erna Solberg come possibile primo ministro era piuttosto basso, ma ha iniziato a crescere nel 2009. Solberg ha continuato la storica ricerca della cooperazione civica da parte del Partito Conservatore. Dopo le elezioni parlamentari del 2013, è diventato possibile per Solberg formare un governo di minoranza tra partiti conservatore e progressista con un accordo vincolante con i partiti liberale  e democristiano, entrati nel governo Solberg nel 2018 e nel 2019, mentre il Partito del Progresso ha lasciato l'esecutivo nel 2020, senza far cadere il governo. Erna Solberg è il primo ministro più longevo della storia del Partito Conservatore. Il 13 settembre 2021, a seguito delle elezioni parlamentari che hanno ribaltato la maggioranza del suo governo nello Storting, ha ammesso la sconfitta, lasciando a Jonas Gahr Støre del Partito Laburista la formazione di un nuovo governo. Il 12 ottobre 2021, Solberg e il suo governo hanno rassegnato le dimissioni al re Harald V, aprendo la strada a Støre per formare un nuovo governo, che è stato costituito due giorni dopo. È poi tornata ad essere leader dell'opposizione.
Il periodo di governo di Erna Solberg ha dato il nome al fenomeno del parlamentarismo di Solberg: la libertà di un partito al governo di criticare il proprio governo.
Erna Solberg è ora nel bel mezzo di uno scandalo politico a causa delle accuse di insider trading rivolte a suo marito.

## Biografia
Erna Solberg è figlia degli impiegati Inger Wenche Torgersen e Asbjørn Solberg († 1989), consulente dell'azienda di trasporti municipale Bergen Sporvei. Le è stata diagnosticata la dislessia quando aveva 16 anni. Dopo aver lasciato la scuola nel 1979, ha studiato sociologia, politica comparata, statistica ed economia sociale all'Università di Bergen. Nel 1986 Solberg ha ricevuto il titolo accademico candidata magisterii.

## Carriera politica

### Allo Storting, nel governo e leadership di partito
È stata eletta per la prima volta allo Storting, il parlamento norvegese, nel 1989. È stata nominata ministro del governo locale e dello sviluppo regionale nel secondo Governo Bondevik dal 2001 al 2005. Durante il suo mandato ha supervisionato l'inasprimento della politica di immigrazione e la preparazione di una proposta di riforma delle divisioni amministrative della Norvegia. È anche nota come ministro per la sua posizione anti-immigrazione e per la pressione che ha fatto sul ministero degli Esteri per cercare di espellere il leader religioso curdo Mullah Krekar dal paese. Ha fatto negare l'asilo politico a Mordechai Vanunu per non danneggiare le relazioni con Israele.
Dal maggio 2004 è divenuta segretaria del Partito Conservatore. Dal 2005 al 2013 è stata leader dell'opposizione.

### Primo ministro

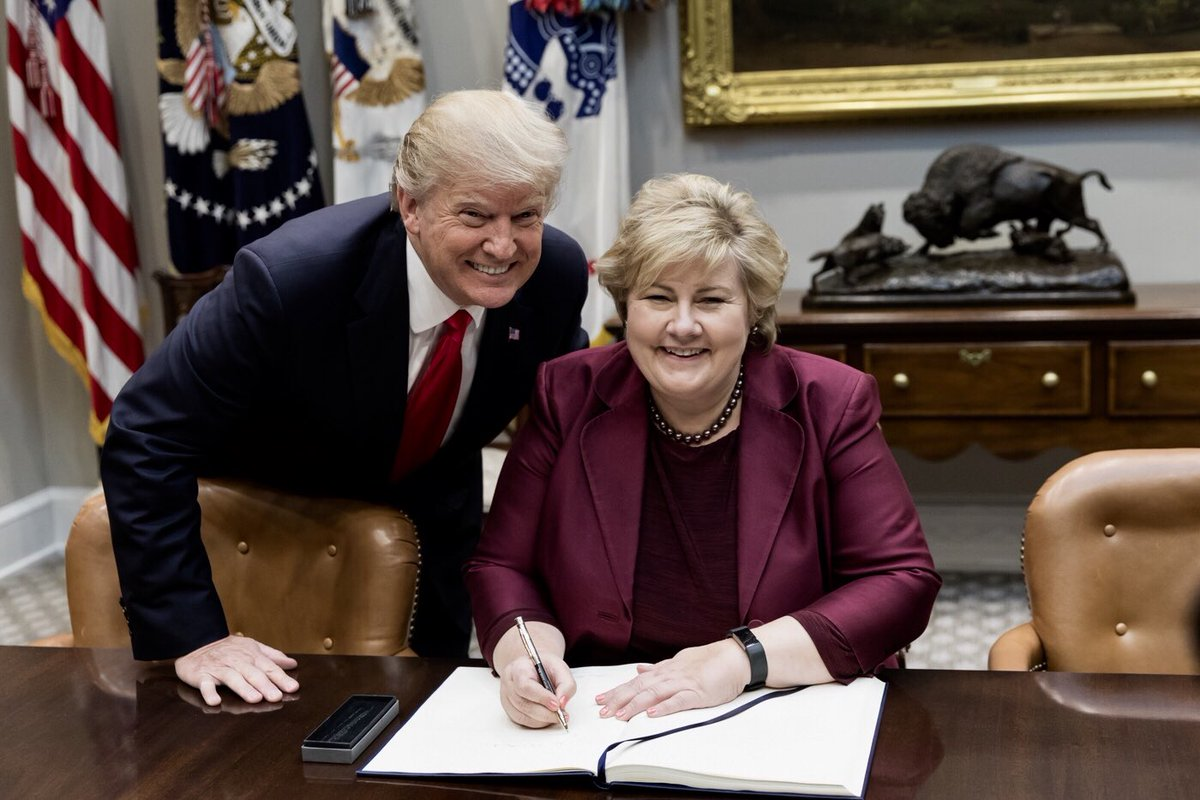
Erba Soleberg a Washington nel 2018, con l’ex Presidente degli Stati Uniti Donald Trump

Dopo aver vinto le elezioni del settembre 2013, è diventata il 28º Primo ministro della Norvegia e la seconda donna a ricoprire la carica, dopo Gro Harlem Brundtland. Il Governo Solberg, spesso chiamato informalmente "Gabinetto Blu-Blu", era inizialmente un governo di minoranza bipartitico composto dal Partito Conservatore e dal Partito del Progresso. Il Gabinetto ha formalizzato una cooperazione con i partiti liberale e cristiano democratico allo Storting. A seguito delle elezioni parlamentari del 2017, ha ottenuto nuovamente la fiducia e la coalizione di Governo è stata estesa per includere, dal gennaio 2018, anche rappresentanti del Venstre il partito socio-liberale. Questa coalizione di minoranza allargata è informalmente chiamata "gabinetto blu-verde". Nel maggio 2018, Solberg ha superato Kåre Willoch divenendo il primo ministro norvegese più longevo del Partito conservatore.
Ha dovuto affrontare tensioni tra i componenti della sua maggioranza, che hanno portato alla rottura con il Partito del Progresso.
Ha ereditato il soprannome "Iron Erna", in riferimento all'ex primo ministro britannico Margaret Thatcher, per la sua gestione implacabile della crisi migratoria del 2015, durante la quale aveva inasprito le condizioni di accoglienza.
In politica estera ha adottato meccanismi ritorsivi nei confronti di Ungheria e Polonia in ragione del mancato rispetto delle regole a tutela dei diritti fondamentali dei cittadini e per le violazioni dello Stato di diritto, sospendendo i finanziamenti norvegesi diretti ai due Paesi, in ragione dell'appartennenza allo Spazio economico europeo (SEE). In particolare: dal 2014 ha sospeso sovvenzioni all'Ungheria per un ammontare complessivo di 214 milioni di Euro a causa delle iniziative illiberali assunte dal Governo di Viktor Orbán; a febbraio 2020 ha sospeso il finanziamento di 65 milioni di Euro alla Polonia a causa delle influenze di Diritto e Giustizia e del Governo di Mateusz Morawiecki sul potere giudiziario; a settembre 2020 ha escluso le città polacche che hanno adottato politiche contrarie ai diritti delle persone LGBT da un programma di sovvenzioni di 100 milioni di Euro.
Per far fronte alla caduta dei prezzi del petrolio nel marzo 2020, il suo governo ha adottato una serie di misure di sostegno alle imprese, come la semplificazione delle procedure per i licenziamenti temporanei dei dipendenti, e i privilegi fiscali.

## Vita privata
Dal 1996 è sposata con Sindre Finnes, un uomo d'affari ed ex politico del Partito Conservatore, con il quale ha due figli.